# Château de l'Œdenbourg
Le château de l’Œdenbourg, parfois également appelé Petit-Koenigsbourg, est un monument historique situé à Orschwiller, à quelques centaines de mètres du château du Haut-Koenigsbourg dans le département français du Bas-Rhin.

## Localisation et dénomination
L’Œdenbourg est situé dans le département du Bas-Rhin, sur le territoire de la commune d’Orschwiller, dans un site classé le 09 novembre 1937. 
Les ruines ont fait l'objet d'une inscriptions sur l'inventaire supplémentaire des monuments historiques par arrêté du 10 septembre 1991, puis d'un classement par arrêté du 11 février 1993.
Vue panoramique entre les deux châteaux.
Cet emplacement permet de surveiller le val de Villé et le val d’Argent vers le nord-ouest et le sud-ouest, ainsi que la plaine du Rhin vers l’est. La vue sur cette dernière est cependant en partie obstruée par le rocher sur lequel se trouve le Haut-Koenigsbourg, le site de ce dernier étant plus avantageux.
Œdenbourg n’est pas le nom d’origine du château. Ce nom est en effet la contraction de l’expression der oden burg, « le château abandonné », qui apparaît pour la première fois dans un document de 1417. 
Le site fortifié est mentionné pour la première fois en 1147 par le moine de Saint-Denis Eudes de Deuil, qui l’appelle Estuphin, probable forme romanisé de Stauffen, puis, à partir de 1187, apparaît le nom Kunigesberg, ou Königsburg. 
Il est toutefois difficile de savoir à quoi font exactement référence ces noms : au Moyen Âge, les actuels Œdenbourg et Haut-Koenigsbourg ne sont en effet que des parties d’un seul ensemble fortifié, auxquelles s’ajoutent par ailleurs d’autres fortifications aujourd’hui disparues, et le nom Königsburg est employé indistinctement pour désigner l’ensemble du site ou différentes parties de celui-ci. Même lorsque le terme Hohkönigsburg est employé, il ne correspond pas systématiquement à l’actuel Haut-Koenigsbourg, car ce nom désigne le plus souvent le tout plutôt que la partie.

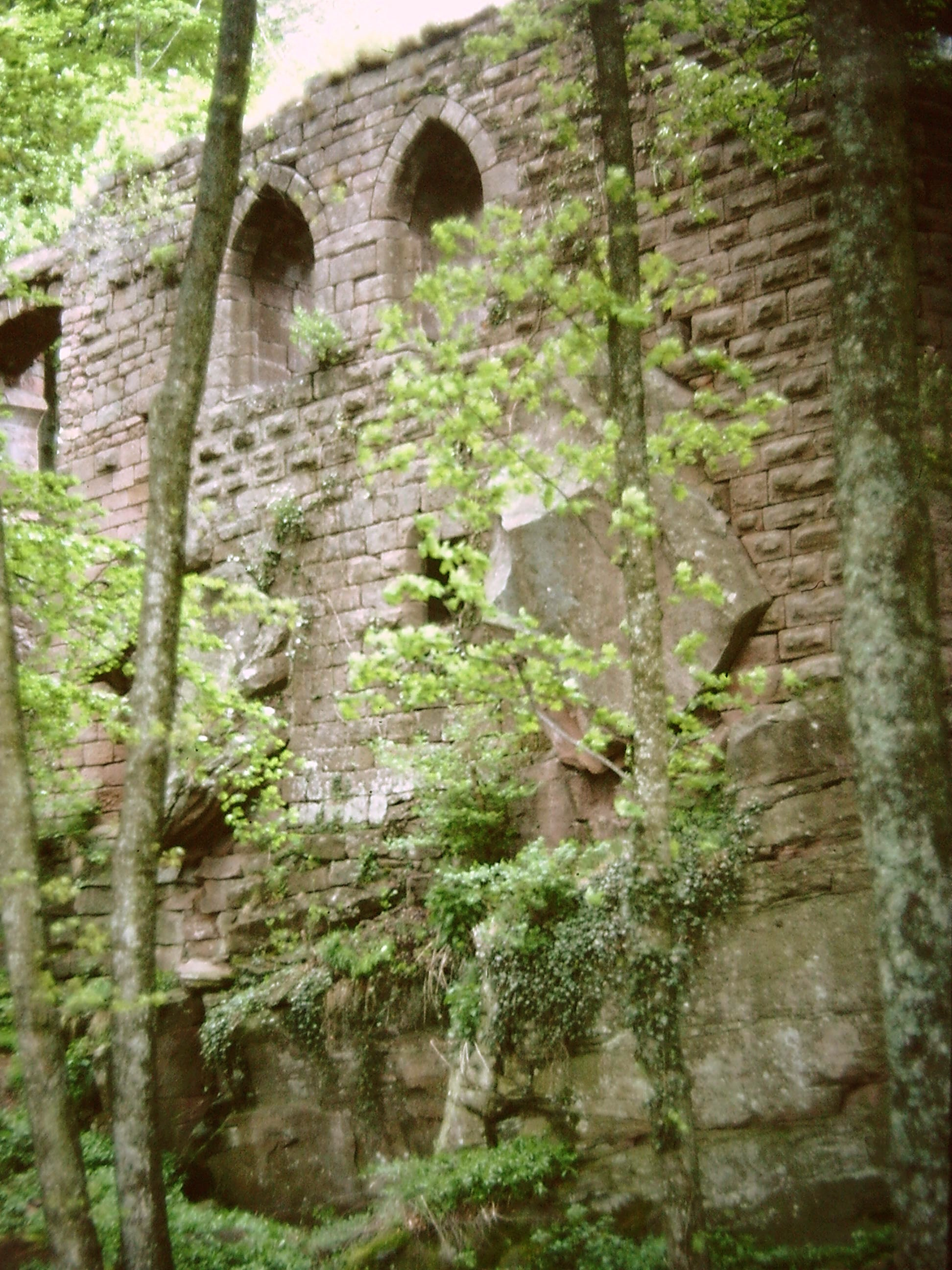
vue du logis.
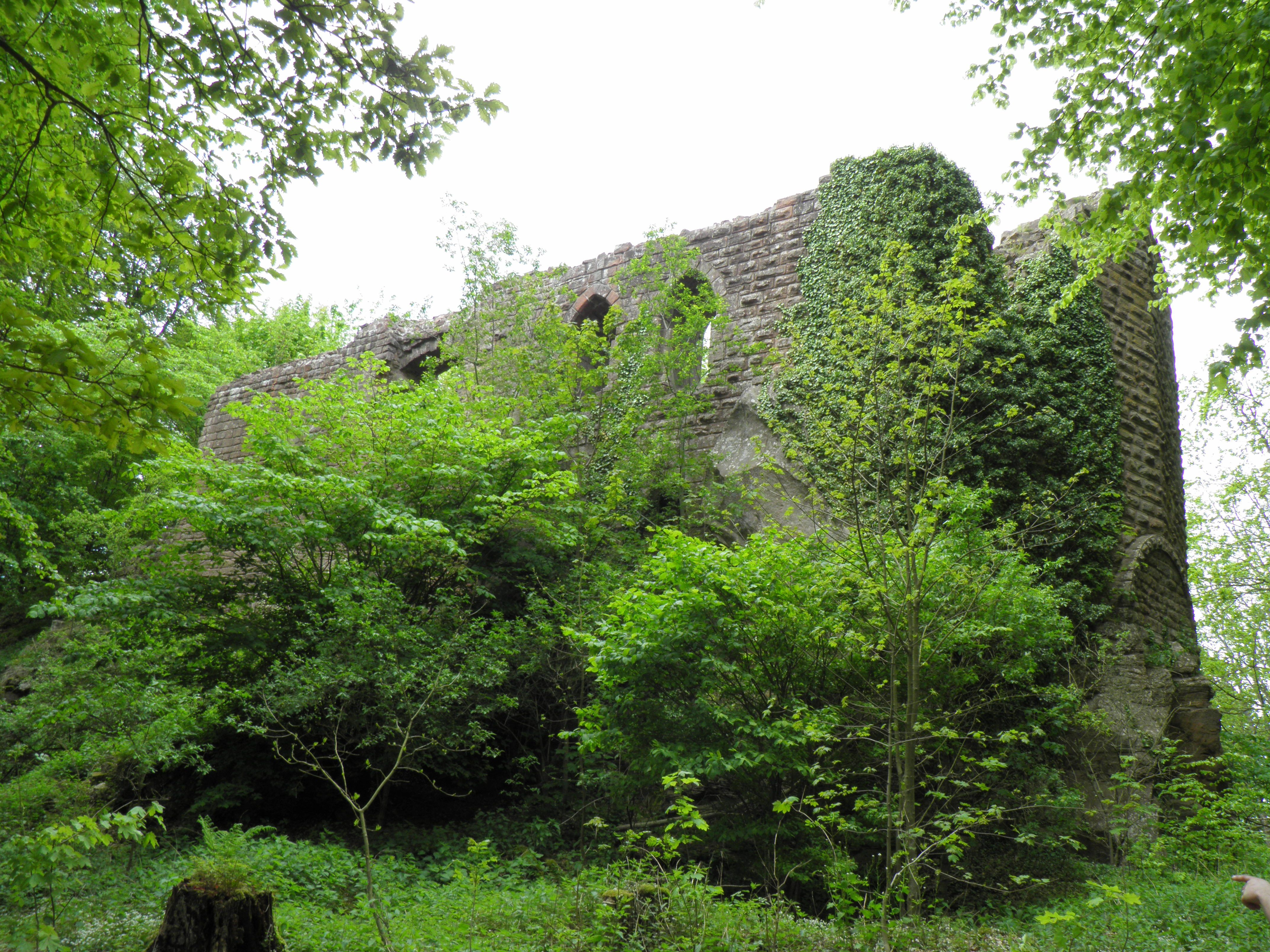
Le Château de l’Œdenbourg (petit-Koenigsbourg) dans la végétation.
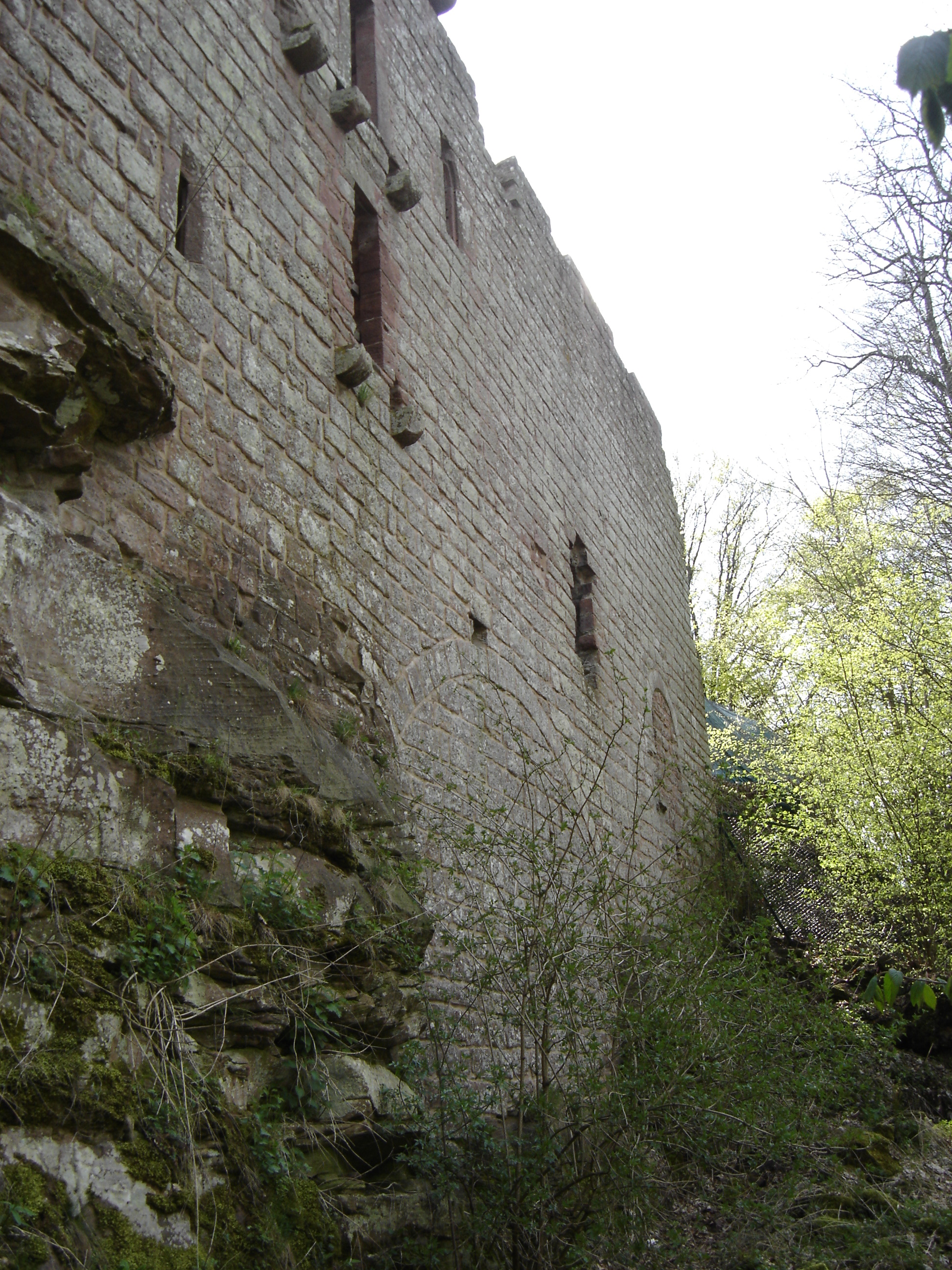
Les très beaux parements de la ruine du château.
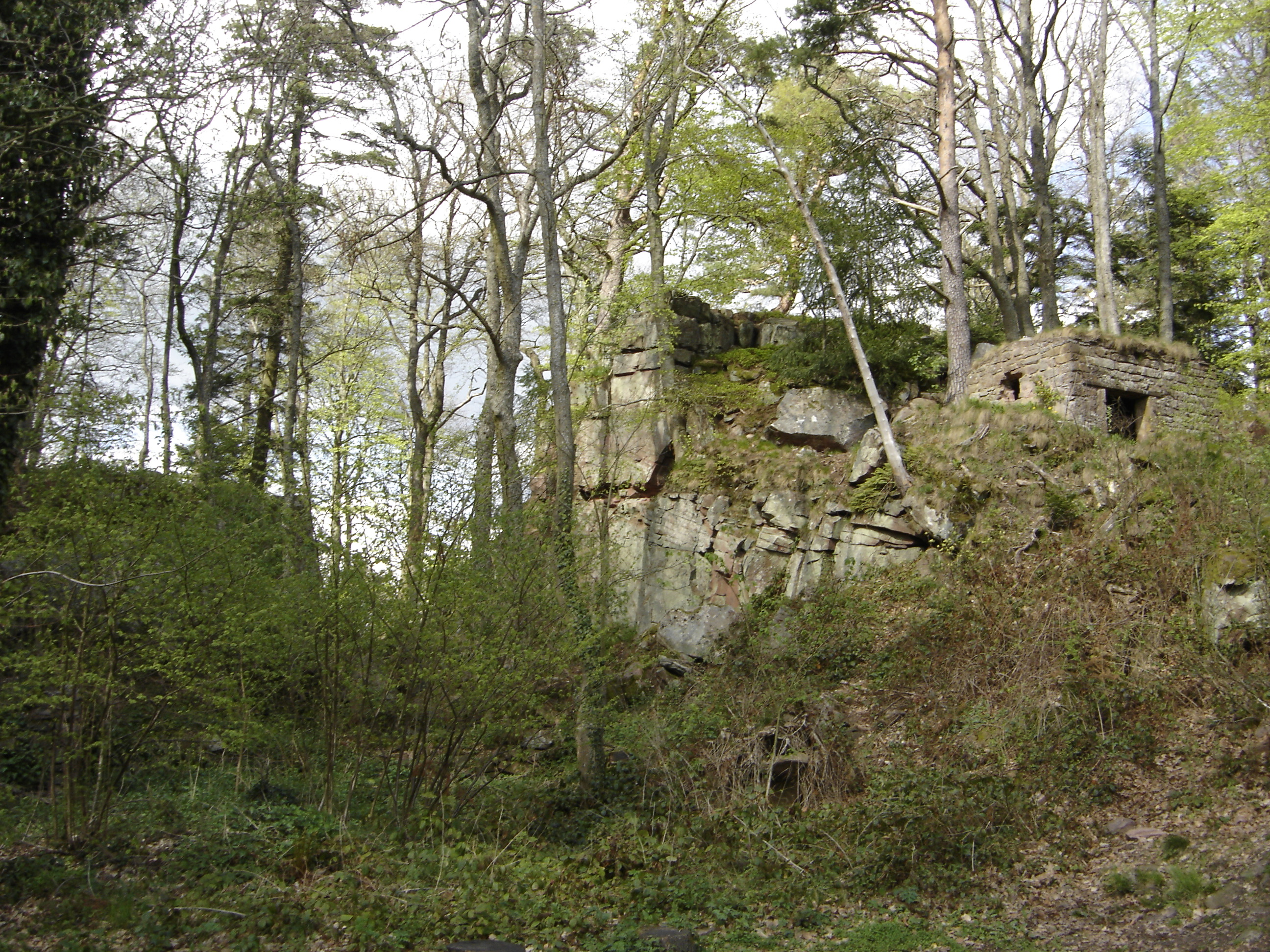
les parties ruinées nécessitant des travaux urgents.

## Historique
Antérieurement à la construction du château actuel, le site de l’Œdenbourg a été occupé au moins dès le IXe siècle par une fortification établie quelques dizaines de mètres à l’est et dont le fossé pourrait même être plus ancien. L’histoire du château est presque entièrement inconnue, mais ses caractéristiques et les céramiques découvertes lors des fouilles archéologiques indiquent qu’il a été édifié en temps, avec un donjon construit dans la première moitié du XIIIe siècle, tandis que le reste du château aurait été bâti un peu plus tard, dans la deuxième moitié de ce siècle. Ce château gothique est probablement la partie du Kunegesberc mentionnée en possession des Rathsamhausen en 1267. 
À une date postérieure indéterminée, le château a fait l’objet de quelques transformations, en particulier dans sa partie occidentale, visant à modifier le chemin d’accès. Par ailleurs, des carreaux de poêle du début du XVe siècle ont été retrouvés lors des fouilles, attestant que le château était encore habité à cette date. L’abandon du lieu a dû survenir peu de temps après la construction du poêle, car le château est déjà mentionné comme abandonné en 1417, lorsque les Rathsamhausen se voient confirmer la propriété sur celui-ci. L’archéologie a confirmé cet abandon et l’absence d’occupation ultérieure, aucun élément postérieur à 1420 n’ayant été retrouvé.
En 1504, Albrecht von Berwangen signale que l’Oedenbourg constitue une position intéressante pour installer de l’artillerie dans l’éventualité d’une attaque contre le Haut-Koenigsbourg, ce qui amène la garnison de celui-ci à occuper la ruine.

## Description
À noter que le château présente côté face à l'attaque un mur-bouclier, mur plus épais et plus haut que le reste des autres murailles, protégeant le reste des bâtiments.